# Aeria eurimedia
Espèce
Aeria eurimedia est un insecte lépidoptère  de la famille des Nymphalidae, de la sous-famille des Danainae et du genre Aeria.

## Dénomination
Aeria eurimedia a été décrit par Pieter Cramer en 1777 sous le nom initial de Papilio eurimedia.

### Noms vernaculaires
En anglais Aeria eurimedia se nomme Banded Tigerwing et Aeria eurimedia agna se nomme aussi Yellow-Striped Clearwing.

### Sous-espèces
- Aeria eurimedia eurimedia; présent au Surinam, en Guyana et en Guyane.
- Aeria eurimedia agna Godman & Salvin, [1879]; présent au Nicaragua, à Panama et au Venezuela
- Aeria eurimedia latistriga Hering, 1925; présent en Colombie.
- Aeria eurimedia negricola (C. & R. Felder, 1862); présent au Pérou.
- Aeria eurimedia pacifica Godman & Salvin, [1879]; présent au Mexique et au Guatemala.
- Aeria eurimedia sisenna Weymer, 1899; présent en Équateur
- Aeria eurimedia ssp au Costa Rica[1].

## Description
Aeria eurimedia est un papillon d'une envergure d'environ 41 mm, aux ailes à apex arrondi avec les ailes antérieures bien plus longues que les ailes postérieures. Sur le dessus les ailes sont de couleur blanc crème translucide bordées de marron avec aux ailes antérieures une bande allant du bord costal au bord externe et séparant l'apex.
Le revers est semblable avec aux bords externes des ailes antérieures et postérieures une ligne submarginale de points blancs doublée d'une ligne orange plus ou moins marquée suivant les sous-espèces

## Biologie

### Plantes hôtes
La plantes hôte de la chenille d' Aeria eurimedia agna est Prestonia portabellensis. 

## Écologie et distribution
Aeria eurimedia est présent en Amérique centrale et sur la bande côtière dans le nord de l'Amérique du Sud, au Mexique, au Guatemala, au Nicaragua, au Honduras, à Panama, au Venezuela, en Colombie, en Équateur, en Bolivie, au Pérou, au Brésil, au Surinam, en Guyana et en Guyane,,.

### Protection
Pas de statut de protection particulier.